# 藤原明子 (染殿后)
藤原 明子（ふじわら の あきらけいこ、ふじわら の めいし、天長6年（829年） - 昌泰3年5月23日（900年6月22日））は、文徳天皇の女御で、清和天皇の母。父は太政大臣藤原良房、母は嵯峨天皇皇女の源潔姫。のち皇太夫人、ついで皇太后。染殿が里邸だったため、染殿后（そめどの の きさき）とよばれた。

## 略歴
文徳天皇が皇太子だったときに入内して東宮御息所となる。嘉祥3年（850年）3月19日に譲位あって文徳天皇が即位、直後の3月25日に第四皇子・惟仁親王（清和天皇）を産む。明子は第三皇女の儀子内親王も産んでいる（生年不詳）。7月9日には女御の宣下を被る。このとき惟仁親王にはすでに3人の異母兄がおり、天皇は更衣・紀静子所生の第一皇子惟喬親王を鍾愛してこれに期待していたが、結局良房の圧力に屈し、惟仁親王が同年11月に生後8か月で立太子した。仁寿3年（853年）に従三位に、天安2年（858年）には従一位に叙された。所生の惟仁親王の即位（清和天皇）に伴い同年皇太夫人となる。さらに貞観6年（864年）には皇太后、孫の陽成天皇の即位後の元慶6年（882年）に太皇太后となった。
父の良房が「年経れば 齢は老いぬ しかはあれど 花をし見れば 物思ひもなし」と詠じて、明子を桜花とみた話が『古今集』によって伝わっており、大変な美貌の持ち主だったという。
貞観7年（865年）ごろから、物の怪に悩まされるようになったという記述が『今昔物語集』（巻第二十「染殿后為天宮被橈乱語 第七」）『古事談』（巻第三第十五話）『平家物語』（延慶本）『宇治拾遺物語』（第百九十三話）などに散見され、これらの記述にある言動により一種の双極性障害に罹患していたとみる説もある。
明子の存在は結果的には藤原氏に摂関政治をもたらす一つの歴史的要因となったが、本人は病のせいもあってか引きこもりがちで自ら表に出ることはなかった。
6代の天皇の治世を見届けたのち、72歳で崩御した。

## 藤原明子 (染殿后)を扱った作品
- 『恋の鬼』-今昔物語「染殿の后」が原作の仮面劇戯曲(白神貴士-2011年)